# Orkneje
Orkneje (někdy také Orknejské ostrovy, anglicky Orkney) je skotské souostroví. Skládá se z více než 70 ostrovů, z nichž 20 je obydlených. Spolu s Shetlandy tvoří Severní ostrovy, anglicky Northern Isles. Největším sídlem a správním střediskem Orknejí je Kirkwall. Mezi ostrovy se nachází vodní plocha známá jako Scapa Flow, která byla hlavní základnou Britského královského námořnictva za obou světových válek.
Orkneje jsou obydleny již více než 5500 let. Později byly obydleny Pikty, po nich byly osídlovány Nory a v roce 875 byly připojeny k Norsku. V roce 1472 přešly ostrovy pod svrchovanost Skotska. Na ostrovech jsou jedny z nejstarších a nejzachovalejších neolitických památek v Evropě.

## Původ jména
Jméno ostrovů poprvé uvedl starověký geograf Claudius Ptolemaeus, který je nazval Orcades. Staré keltské jméno pro ostrovy bylo Insi Orc, což znamená Orkské ostrovy. Slovo orc znamená „sele“ nebo „prase“. Když na ostrovy připluli norští Vikingové, překládali slovo orc podle orkn, což ve staré severštině znamenalo „společné moře“. Koncovka ey značí ostrov. Tak se ze jména stalo Orkneyjar, které bylo v angličtině zkráceno na Orkney.

## Historie

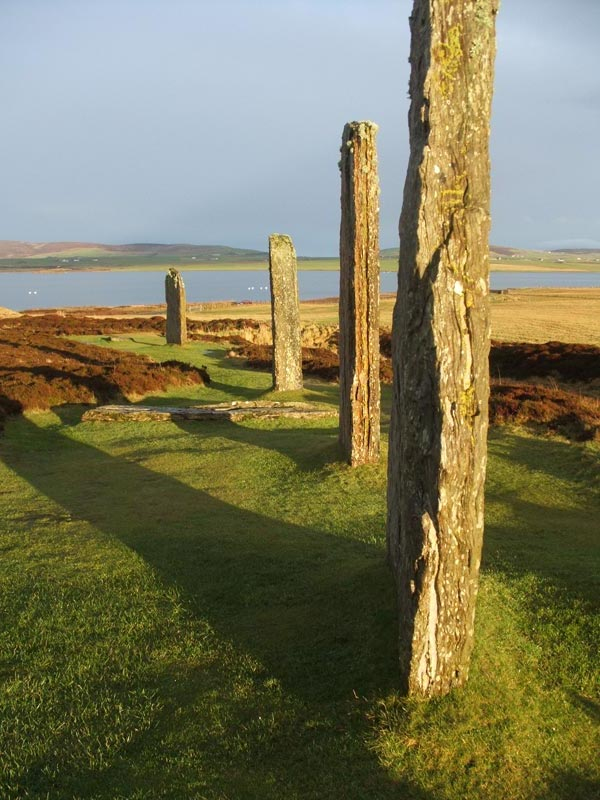
Ring of Brodgar

### Pravěk a doba železná
Nejstarší známé osídlení je na Knap of Howar na ostrově Papa Westray, kde se nacházel neolitický statek. Je datován kolem 3500 př. n. l. Vesnice Skara Brae, která je nejzachovalejším neolitickým sídlištěm v Evropě, byla osídlena přibližně od 3100 př. n. l. Další pozůstatky z tohoto období zahrnují Stojící kameny v Stenness, hrob v Maeshowe, Ring of Brodgar a další. Mnoho neolitických sídlišť bylo opuštěno kolem 2500 př. n. l. kvůli klimatickým změnám.
Obyvateli doby železné byli Piktové. Jejich přítomnost dokazují dochované podzemní domy a tzv. brochy (kulaté věže). Piktové se na ostrovech udrželi až do 9. století, kdy byly vypuzeni Nory. Kolem roku 565 přijeli irští misionáři šířit křesťanství.

### Norská vláda

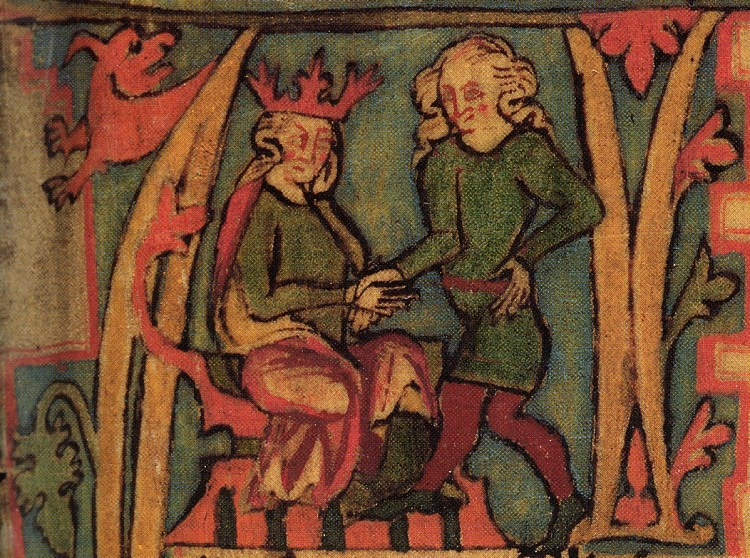
Harald Harfagre převzal kontrolu na Orknejemi v roce 875

Orkneje a Shetlandy čelily přílivu Norů ke konci 8. století a první poloviny 9. století. V této době byl na ostrovech, ve srovnání s přelidněným Norskem, dostatek úrodné půdy. Norové nahradili původní populaci, Pikty, a nahradili jejich jazyk starou norštinou. Průběh výměny populací je předmětem mnoha odlišných teorií, protože existuje jen velmi málo důkazů. Tyto teorie se pohybují od úplné genocidy po vzájemné sňatky a ovládnutí kultury díky početní převaze.
Vikingové si udělali z ostrovů základnu pro své pirátské výpravy (zaměřených bez rozdílu proti Norsku a ostrovům kolem Skotska). Harald I. v roce 875 přemohl piráty a připojil Orkneje a Shetlandy k Norsku.

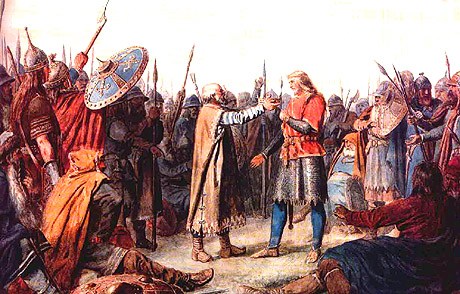
Olaf I. christianizoval Orkneje. Obraz od Petera N. Arboa

Ostrovy byly přivedeny ke křesťanství norským panovníkem Olafem I. Tryggvasonem v roce 995, když se na ostrovech zastavil cestou z Irska do Norska. Král povolal tehdejšího správce ostrovů, hraběte Sigurda, a poručil mu, aby se nechal pokřtít. Sigurd nechtěl, ale když král pohrozil, že zabije jeho syna Hvelpa, podřídil se. Ostrovy obdržely vlastního biskupa již kolem roku 1000. V letech 1153 až 1472 bylo biskupství podřízeno biskupu z Nidarosu (dnes Trondheim).
Mučednictví hraběte Magnuse vyústilo ve stavbu katedrály svatého Magnuse v Kirkwallu.

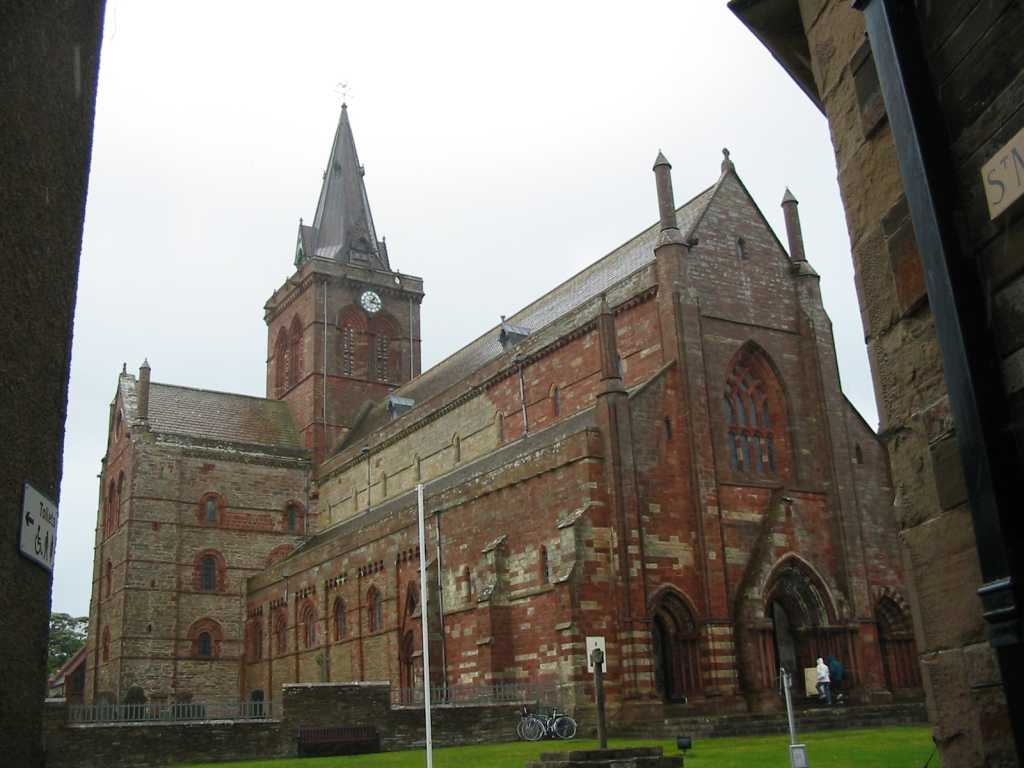
Katedrála svatého Magnuse v Kirkwallu

### Skotská vláda

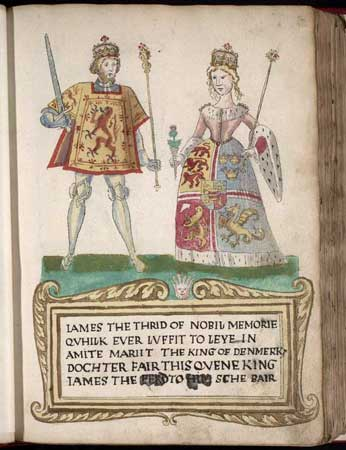
Jakub III. Skotský a Markéta Dánská, jejichž zasnoubení vedlo k přechodu Orknejí od Norska ke Skotsku

V roce 1468 byly Orkneje a Shetlandy zastaveny Kristiánem I., králem Dánska a Norska, jako záruka za věno jeho dcery Markéty, zasnoubené Jakubu III. ze Skotska. Věno nebylo nikdy vyplaceno a tak ostrovy propadly skotské koruně.

### Moderní Orkneje
Orkneje byly sídlem hlavní základny královského námořnictva na Scapa Flow, která hrála důležitou roli v obou světových válkách. Po uzavření příměří v roce 1918 byla celá německá námořní flota eskortována do Scapa Flow a měla tam být umístěno do doby, než se rozhodne o jejím dalším osudu. Němečtí námořníci ale všechny lodě úmyslně potopili. Většina lodí byla vyzvednuta, ale zbývající vraky jsou oblíbeným cílem rekreačních potápěčů. Na počátku 2. světové války byla bitevní loď HMS Royal Oak potopena německou ponorkou U 47 přímo ve Scapa Flow. Jako reakce na tento útok byly zbudovány bariéry, které uzavřely většinu přístupových kanálů. Cestovatelům přineslo toto opatření možnost cestovat mezi většinou ostrovů kolem Scapa Flow po silnici, místo spoléhání se na lodě.

## Symboly

### Vlajka
Orknejská vlajka je tvořena červeným listem o poměru stran 8:11 s modrým skandinávským křížem se žlutým lemem.

### Znak
Skotská správní oblast užívá i vlastní znak. Obrázek znaku však není kvůli autorským právům veřejně dostupný.

## Geografie
Orkneje jsou od skotské pevniny odděleny zálivem Pentland Firth. Záliv je mezi ostrovem South Ronaldsay a pevninou 11 km široký.
Souostroví měří asi 80 km od severovýchodu k jihozápadu a 47 km od východu k západu a pokrývá plochu 973 km². Kromě strmých pískovcových pahorků a rozeklaných útesů na větších ostrovech mají ostrovy převážně malou nadmořskou výšku.

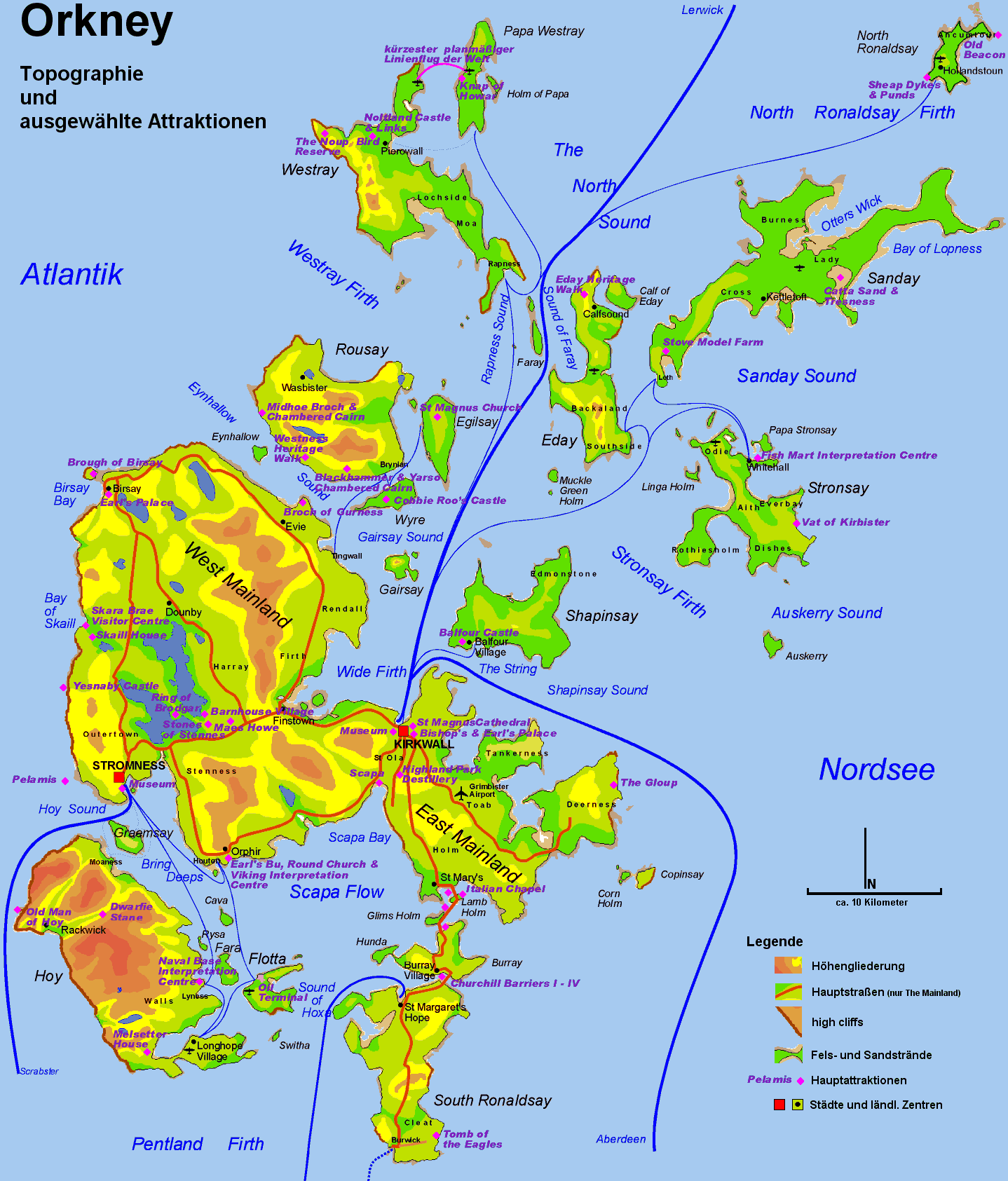
Podrobná mapa

Nejhornatějším ostrovem je Hoy, kde se nachází nejvyšší bod Orknejí – Ward Hill. Téměř na všech ostrovech jsou jezera (loch), z nichž významnější jsou Loch of Harray a The Loch of Stenness na ostrově Mainland. Řeky jsou toliko potoky odvádějící vodu z kopců. Ostrovy jsou od sebe odděleny úžinami obecně nazývanými sound nebo firth. Vodní plocha severovýchodně od Hoy se nazývá Bring Deeps, jižně od Mainland Scapa Flow a jihozápadně od Eday je Fall of Warness. Ostrůvky jsou označovány jako holm a osamělá skály jako skerrie.

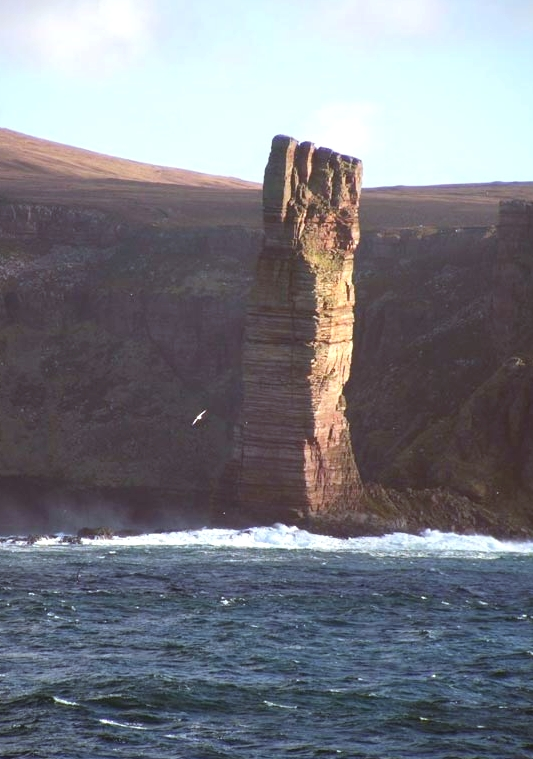
The Old Man of Hoy

Ostrovy jsou pozoruhodné absencí lesů, což je částečně přičítáno na vrub množství větrů (ačkoliv klima je obecně mírné). Výskyt rašelinišť dokazuje, že tomu tak vždy nebylo. Odlesnění pravděpodobně proběhlo ještě před neolitem, jak dokazuje použití kamene jako stavebního materiálu ve Skara Brae.
Většina země je obhospodařována a zemědělství je zdaleka nejdůležitějším hospodářským sektorem, doplněným poměrně významným rybolovem. Orkneje vyváží hovězí maso, sýry, whisky (Highland Park a Scapa), pivo a ryby.

### Geologie
Povrchové horniny tvoří téměř všude specifický místní druh červeného pískovce, tzv. Old Red Sandstone. Stejně jako na nejbližší části skotské pevniny, tyto sedimentární vrstvy spočívají na metamorfovaných horninách. Na povrchu jsou tyto metamorfonané horniny odhaleny v úzkém pruhu na ostrovech Mainland a Greamsay, kde jsou zastoupeny šedé ruly a žuly.

### Klima
Vzhledem k severní poloze je klima pozoruhodně teplé a stabilní. Průměrná roční teplota je 8 °C, v zimě 4 °C a v létě 12 °C. Nejchladnějším měsícem je březen. Jaro nezačíná dříve než v dubnu a příjemné teplo začíná být v polovině června. Září je často nejpříjemnějším měsícem.
Průměrné roční srážky se pohybují od 850 mm do 940 mm. Mlhy se vyskytují během léta a podzimu.
Pro turisty jsou zajímavé letní dny bez nocí. V nejdelším dni slunce vychází ve 3:00 a zapadá v 21:35 hod. Na druhou stranu zima je dlouhá. Nejkratší den začíná v 9:10 a končí v 15:17.

## Ostrovy

### Mainland
Mainland je největším ostrovem Orknejí. Obě orknejská města, Kirkwall a Stromness, leží na tomto ostrově. Mainland také tvoří srdce dopravního systému, který je přívozy a letadly propojen s ostatními ostrovy a vnějším světem. Ostrov je hustěji osídlen (75% populace Orknejí) než ostatní ostrovy a má úrodnější půdu. Jméno Mainland je zkomoleninou 'Meginland' ze staré norštiny.
Kirkwall leží na úzkém pruhu země mezi Západním Mainlandem (větší část) a Východním Mainlandem. Ostrov má většinou malou nadmořskou výšku, ovšem na severu a západě jsou pobřežní útesy. Na Mainlandu je mnoho pozůstatků neolitických, piktských a vikinských staveb. Mezi neolitické stavby patří kamenný kruh Ring of Brodgar, mohyla Maeshowe a kamenná vesnice Skara Brae.
Mimo dvě výjimky jsou ostatní ostrovy označovány jako severní nebo jižní (od Mainland). Výjimkou jsou vzdálené ostrůvky Sule Skerry a Sule Stack, které leží 60 km od souostroví, ale oficiálně jsou částí Orknejí.

### Severní orknejské ostrovy
Severní skupina ostrovů je nejrozlehlejší a skládá se z mnoha středně velkých ostrovů, propojených s Mainlandem trajekty. Většina ostrovů popisovaných jako „holm“, je velmi malá.

#### Obydlené ostrovy
- Auskerry leží jižně od Stronsaye a je osídlený 5 obyvateli (2001). Je významnou hnízdní lokalitou některých mořských ptáků.
- Egilsay leží východně od Rousaye. Většina půdy je obdělávaná a je znám jediným přežívajícím kostelem s kulatou věží (i když beze střechy) na Orknejích. S Mainlandem je nepřímo propojen trajektem přes Wyre a Rousay.
- Rousay je 3. největším ostrovem Orknejí a leží 3 km severně od Mainlandu. Podle sčítání v roce 2001 měl 212 obyvatel. Většina příjmů pochází ze zemědělství, chovu a lovu ryb, řemeslné výroby a turismu. Kolem ostrova vede okružní silnice a na úzkém pruhu mezi ní a pobřežím leží nejúrodnější část ostrova.
- Gairsay je neobydlený kromě jedné rodiny, která vydává své vlastní poštovní známky (povoleno kvůli neexistenci pošty).
- North Ronaldsay leží 4 km severně od svého nejbližšího souseda, Sanday. Jeho klima je proměnlivé a často nevlídné, navíc okolní vody bývají bouřlivé a zrádné. Mezi zajímavosti patří ptačí pozorovatelna, nejvyšší maják v Británii a neobvyklá suchá hráz, která zabraňuje ovcím, živícím se chaluhami, v přístupu k obdělávané půdě. S Mainlandem je propojen trajektem a letecky.
- Papa Stronsay leží severovýchodně od Stronsaye. Tento úrodný ostrov, který byl v minulosti významný centrem zpracování sleďů, byl opuštěn v sedmdesátých letech. Od roku 1999 zde sídlí klášter.
- Papa Westray, známý také jako Papay, má 70 obyvatel. Významná je ptačí rezervace, Knap of Howar (pravděpodobně nejstarší dochovaný dům v severní Evropě), kostel ze 12. století (St Boniface Kirk) a další neolitické a vikinské pozůstatky. Je spojen s Westrayem a Mainlandem pomocí trajektu a letecké linky.
- Sanday, třetí největší ostrov Orknejského souostroví
- Shapinsay je 8. největším ostrovem. Je spojen s Mainlandem trajektem (Balfour - Kirkwall). Shapinsay je známý především věží z doby železné v Burroughstonu (broch Burroughston), věží v Dishan, mořskými jeskyněmi a útesy, ptáky, a hradem Balfour.
- Eday je devátým největším ostrovem. Střed tvoří bažiny a hlavním průmyslem je těžba rašeliny a vápence. S Mainlandem je propojen trajektem (Backaland - Kirkwall) a letecky.

#### Další ostrovy
Calf of Eday, Damsay, Eynhallow, Faray, Helliar Holm, Holm of Faray, Holm of Huip, Holm of Papay, Holm of Scockness, Kili Holm, Linga Holm, Muckle Green Holm, Rusk Holm, Sanday, Stronsay, Sweyn Holm, Westray, Wyre

### Jižní orknejské ostrovy
Jižní skupina ostrovů obklopuje Scapa Flow. Ostrov Hoy je největším z celé jižní oblasti, zatímco South Ronaldsay, Burray a Lamb Holm jsou spojeny s Mainlandem bariérami. Pentland Skerries leží dále na jih, blízko skotské pevniny.

#### Obydlené ostrovy

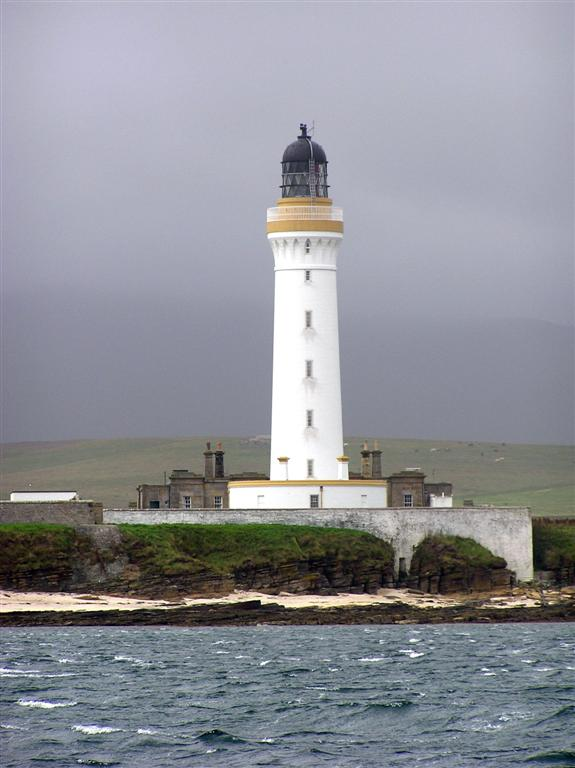
Maják na Graemsay

- Burray leží jižně od Scapa Flow a je připojen hrází k Glimps Holm a South Ronaldsay. Sídlí zde Orknejské muzeum fosilií a má obyvatel 357 (sčítání z roku 2001).
- Flotta je známý velkým ropným terminálem a je trajektem propojen s ostrovy Mainland a Hoy. V průběhu obou světových válek byla na ostrově námořní základna.
- Graemsay má asi 30 obyvatel. Je propojen trajektem s ostrovy Mainland a Hoy.
- Hoy je druhým největším ostrovem v Orknejích. Mezi pozoruhodnosti patří nejvyšší mořské útesy ve Spojeném království, skalní věž Old Man of Hoy, Martello Tower a baterie Hackness, hlavní námořní základna pro Scapa Flow a neolitická hrobka Dwarfie Stane vytesaná do kamene.
- Lamb Holm je spojen hrází s ostrovy Mainland a Glimps Holm. Během druhé světové války zde byla postavena „Italská kaple“. Kaple byla postavena italskými válečnými zajatci, kteří zde stavěli námořní bariéry.
- South Ronaldsay je připojen hrází k ostrovu Burray. South Ronaldsay je čtvrtým největším ostrovem v Orknejském souostroví. Ostrov spojují se skotskou pevninou trajekty z Burwicku do John O'Groats.

#### Další ostrovy
Calf of Flotta, Cava, Copinsay, Corn Holm, Fara, Glims Holm, Hunda, Rysa Little, Switha, Swona

## Hospodářství
Prodej vlny byl jednu dobu velmi významný, ale koncem 18. století byla vlna nahrazena lnem.
Na rybolov sleďů mělo po několik staletí téměř monopol Nizozemí a když tento monopol zanikl, obyvatelé Orknejí se nechopili příležitosti a na začátku 19. století rybolov téměř zanikl. Zpracování ryb se nakonec obnovilo a dnes se soustředí především na sledě a tresky.
V 17. století tvořili Orknejané většinu zaměstnanců Hudson's Bay Company v Kanadě. Drsné klima Orknejí je dokonale připravilo pro pobyt v tuhých podmínkách na kanadském severu.
V posledních letech nabyly na významu i jiné činnosti než tradiční zemědělství a rybolov. Jedná se především o turismus, výrobu nápojů, klenotnictví, výroba pleteného zboží a jiná ruční řemesla, a přeprava ropy přes terminál Flotta.

## Historické památky

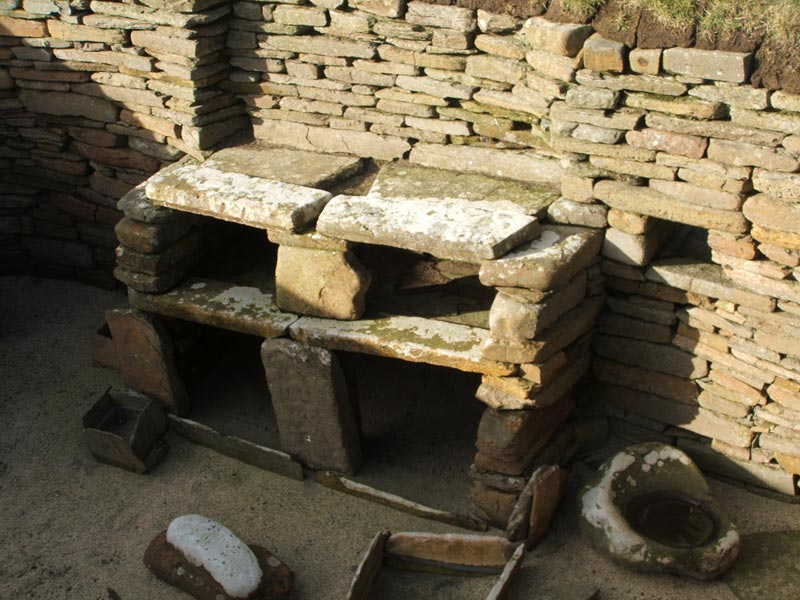
Skara Brae

Na západě ostrova Mainland se nachází 'Srdce neolitických Orknejí', zapsané v Seznamu světového dědictví UNESCO. Patří sem skupina neolitických památek, která se skládá z komorové hrobky (Maes Howe), dvou obřadních kamenných kruhů (Standing Stones of Stenness, Ring of Brodgar), vesnice (Skara Brae) a dalších pohřebních a sídelních míst, která nebyla dosud prozkoumána. Tato skupina tvoří rozsáhlou pravěkou kulturní krajinu, která dává názornou představu o životě na těchto ostrovech před asi 5000 lety. Vikingové zcela osídlili Orkneje a ostrovy se staly majetkem Norska, dokud nebyly předány Skotsku v 15. století. Důkazy přítomnosti Vikingů jsou široce rozšířené a zahrnují vesnici v Brough of Birsay, velkou většinu místních jmen a runové nápisy v Maeshowe a na dalších místech.